# Ветмор Тауншип (округ Маккін, Пенсільванія)
Ветмор Тауншип (англ. Wetmore Township) — селище (англ. township) в США, в окрузі Маккін штату Пенсільванія. Населення — 1621 особа (2020).

## Демографія
Згідно з переписом 2010 року, у селищі мешкало 1650 осіб у 695 домогосподарствах у складі 505 родин. Було 893 помешкання
Расовий склад населення:
| - 98,9 % — білих - 0,4 % — корінних американців - 0,2 % — чорних або афроамериканців - 0,2 % — азіатів |

До двох чи більше рас належало 0,3 %. Частка іспаномовних становила 0,2 % від усіх жителів.
За віковим діапазоном населення розподілялося таким чином: 20,8 % — особи молодші 18 років, 60,7 % — особи у віці 18—64 років, 18,5 % — особи у віці 65 років та старші. Медіана віку мешканця становила 46,3 року. На 100 осіб жіночої статі у селищі припадало 110,5 чоловіків;  на 100 жінок у віці від 18 років та старших — 109,0 чоловіків також старших 18 років.
Середній дохід на одне домашнє господарство  становив 65 241 долар США (медіана — 54 219), а середній дохід на одну сім'ю — 70 654 долари (медіана — 58 259). Медіана доходів становила 50 121 долар для чоловіків та 36 339 доларів для жінок. За межею бідності перебувало 6,6 % осіб, у тому числі 13,4 % дітей у віці до 18 років та 1,7 % осіб у віці 65 років та старших.
Цивільне працевлаштоване населення становило 815 осіб. Основні галузі зайнятості: освіта, охорона здоров'я та соціальна допомога — 22,6 %, виробництво — 16,0 %, будівництво — 11,9 %, сільське господарство, лісництво, риболовля — 8,1 %.